# Подкилавський потік
Подкилавський потік (словац. Podkylavský potok) — річка в Словаччині, ліва притока Голешки, протікає в округах Миява і Сениця.
Довжина приблизно 5.4-6.5 км. Витік знаходиться в масиві Миявські пагорби — схил гори Главач — на висоті близько 350 метрів. Впадає потік Шинделак. Протікає територією сіл Подкилава і Прашник.
Впадає в Голешку на висоті приблизно 195-200 метрів.